# Clivus Delphini
Il Clivus Delphini (clivo del Delfino, anche scritto Clivus Delfini) era una strada della XII regione augustea dell'antica Roma, sul piccolo Aventino.
È citato solo nei Cataloghi regionari.

## Descrizione
Probabilmente, il clivo si trovava poco a nord delle terme di Caracalla e collegava la Via Nova con la Via Ardeatina, lungo il percorso dell'odierna Via di Santa Balbina.